# Dois Selos e Um Carimbo
| Críticas profissionais | Críticas profissionais |
| Avaliações da crítica  | Avaliações da crítica  |
| Fonte                  | Avaliação              |
| ---------------------- | ---------------------- |
| Ípsilon                | 3 de 5 estrelas.       |
| Disco Digital          | Favorável              |

Dois Selos e Um Carimbo é o segundo álbum de estúdio da banda portuguesa Deolinda.

## Faixas
| N.º | Título                                  | Duração |  |
| 1.  | "Se uma Onda Invertesse a Marcha"       |         |  |
| 2.  | "Um Contra o Outro"                     |         |  |
| 3.  | "Não Tenho Mais Razões"                 |         |  |
| 4.  | "Passou por Mim e Sorriu"               |         |  |
| 5.  | "Sem Noção"                             |         |  |
| 6.  | "A Problemática Colocação de Mastro"    |         |  |
| 7.  | "Ignaras Vedetas"                       |         |  |
| 8.  | "Quando Janto em Restaurantes"          |         |  |
| 9.  | "Entre Alvalade e as Portas de Benfica" |         |  |
| 10. | "Canção da Tal Guitarra"                |         |  |
| 11. | "Patinho de Borracha"                   |         |  |
| 12. | "Há Dias que Não São Dias"              |         |  |
| 13. | "Fado Notário"                          |         |  |
| 14. | "Uma Ilha"                              |         |  |

## Formação
- Ana Bacalhau (voz),
- Pedro da Silva Martins (composição, textos, guitarra clássica e coro),
- José Pedro Leitão (contrabaixo, piano e coro),
- Luís José Martins (guitarra clássica, bandolim, coro e "sinos").